# الضبربيت ثوابة (يريم)

تعديل مصدري - تعديل

الضبربيت ثوابة هي إحدى قرى عزلة ارياب بمديرية يريم التابعة لمحافظة إب، بلغ تعداد سكانها 259 نسمة حسب تعداد اليمن لعام 2004.